# The Englishwoman's Domestic Magazine

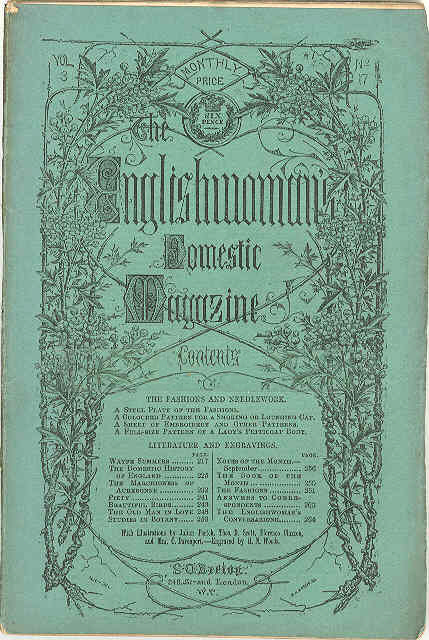
The Englishwoman's Domestic Magazine, title page, September 1861

The Englishwoman's Domestic Magazine var en engelsk damtidskrift som gavs ut mellan 1852 och 1879. 
Den riktade sig till kvinnor ur medelklassen och innehöll information om hushållsarbete, mode och underhållning, och betraktades som en viktig tidskrift för moderna viktorianska kvinnor. 

## Galleri

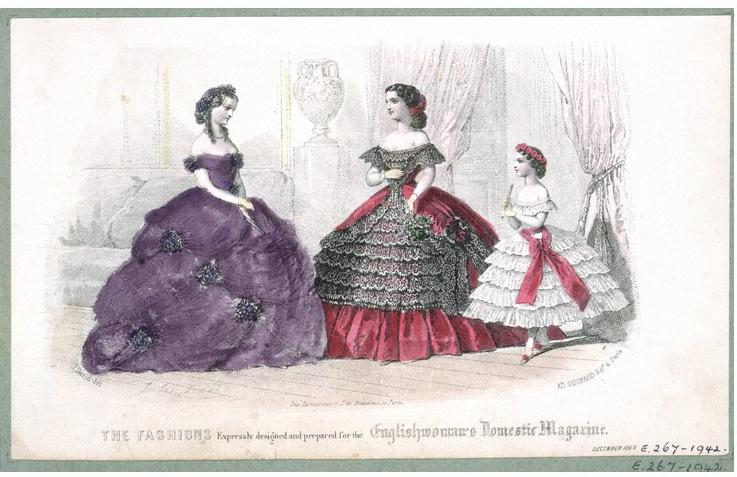
Fashionplate
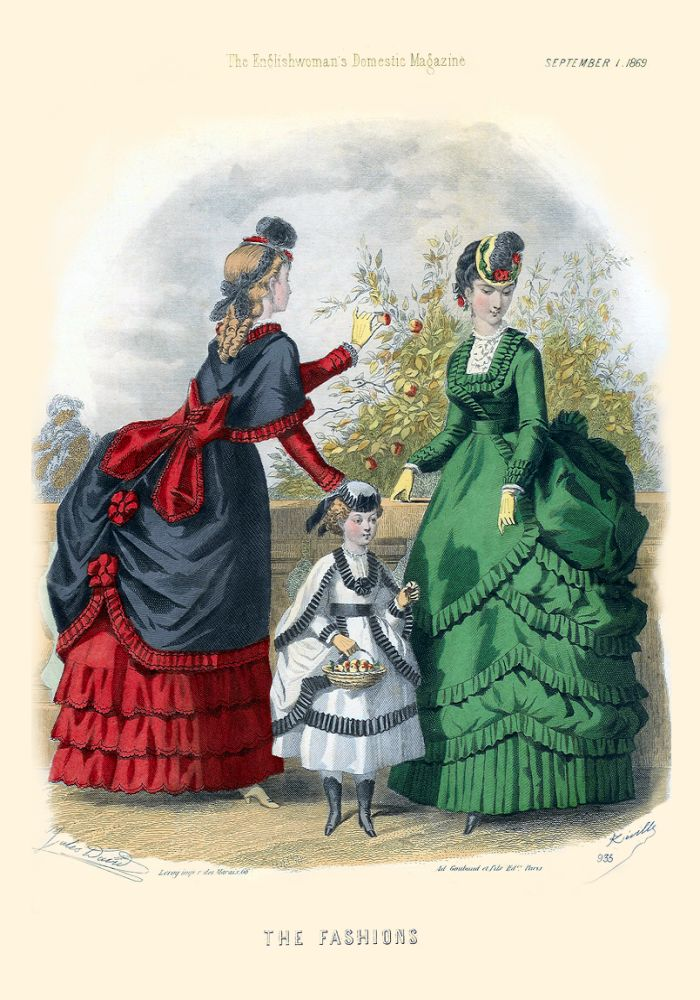
Edm1869